# Бериславский район
Берисла́вский райо́н (укр. Бериславський район) — административная единица Херсонской области Украины. Административный центр — город Берислав.

## География
Бериславский район расположен в центральной части Херсонской области, в Причерноморской низменности, на правобережье Днепра и Каховского водохранилища. Занимает площадь 4747,1 км²
На севере граничит с Криворожским районом Днепропетровской области, на западе с Баштанским районом Николаевской области, на юго западе с Херсонским районом, на востоке с Каховским районом.

## Население
Численность населения района в укрупнённых границах — 99,1 тыс. человек.
Численность населения района в границах до 17 июля 2020 года по состоянию на 1 января 2020 года — 45 931 человек, из них городского населения — 15 950 человек, сельского — 29 981 человек.
В районе проживают представители 60 национальностей. Местами компактного проживания национальных меньшинств является село Змиевка (немцы, шведы) и поселок Казацкое (ассирийцы).

## Административное деление
Район в укрупнённых границах с 17 июля 2020 года делится на 11 территориальных общин (громад), в том числе 1 городская, 4 поселковые и 6 сельских общин (в скобках — их административные центры):
- Городские:
  - Бериславская городская община (город Берислав);
- Поселковые:
  - Великоалександровская поселковая община (посёлок Великая Александровка),
  - Высокопольская поселковая община (посёлок Высокополье),
  - Калиновская поселковая община (посёлок Калиновское),
  - Нововоронцовская поселковая община (посёлок Нововоронцовка);
- Сельские:
  - Борозенская сельская община (село Борозенское);
  - Кочубеевская сельская община (село Кочубеевка);
  - Мыловская сельская община (село Мыловое);
  - Новоалександровская сельская община (село Новоалександровка);
  - Новорайская сельская община (посёлок Новорайск);
  - Тягинская сельская община (село Тягинка).

## История
В III—IV веке на территории района была столица Остготского королевства Данпарштадт, в конце XIV века — резиденция золотоордынского хана Тохтамыша — Догангечит. В 1484 году турки построили здесь крепость Гази-Кермен (позже Кызы-Кермен). Во время первого Азовского похода Петра I в 1695 году крепость разрушили казацкие полки гетмана Мазепы.
В 1784 году на руинах Кызы-Кермена основан город Берислав.
Район образован в 1923 году в составе Херсонского округа. В 1932 году вошёл в состав Одесской области. В 1937 передан в состав Николаевской области. В 1944 году стал частью Херсонской области.
4 июня 1958 года к Бериславскому району были присоединены Львовский и Таврийский сельсоветы упразднённого Калининского района.
17 июля 2020 года в результате административно-территориальной реформы район был укрупнён, в его состав вошли территории:
- Бериславского района (за исключением Велёловского и Лиманецкого сельских советов, а также Казацкого поселкового совета),
- Великоалександровского района,
- Высокопольского района,
- Нововоронцовского района.

На территории района более 350 различных достопримечательностей, среди которых:
- Остатки Каменской Сечи в селе Республиканец
- Могила кошевого атамана Костя Гордиенко
- Памятный знак в честь 500-летия первого упоминания о казачестве на месте бывшей крепости Тягинь
- Мемориал «Борцам за волю Украины» в с. Змиевка

По данным Херсонской областной госадминистрации, 24 февраля 2022 в ходе вторжения России на Украину территория района была захвачена российской армией. В ходе контрнаступления в Херсонской области Вооружённые силы Украины к 11 ноября 2022 года освободили всю территорию района.

## Святые места
- Свято-Введенская деревянная церковь в Бериславе времен казачества XVIII века
- Свято-Григорьевский Бизюковский мужской монастырь в селе Червоный Маяк
- Свято Архангело—Михайловская церковь в селе Змиевка[12]

## Экономика
В экономическом отношении район является аграрно-индустриальным с отраслями, специализирующимися на сельскохозяйственном производстве и переработке продукции. Промышленный потенциал составляют такие отрасли, как: машиностроение, производство строительных материалов и пищевая промышленность.

### Промышленность
ОАО «Бериславский машиностроительный завод» выпускает комплектующие изделия и запчасти к тепловозным, судовым и автотракторным дизелям и товары народного потребления.
В Бериславском районе работает 9 перерабатывающих предприятий. В их числе известные акционерные общества:
- «Каменский» (село Отрадокаменка)
- «Бериславский сырзавод»
- «Бериславский хлебозавод»

### Сельское хозяйство
Среди 35 сельскохозяйственных предприятий района признанным лидером является агрофирма «Прогресс», основным видом деятельности которой является производство и переработка сельскохозяйственной продукции (консервы мясные и плодово-овощные, более 20 наименований колбасных изделий, до 10 видов мясных изделий). Она арендует около 3 тысяч га земель.
Всего же сельскохозяйственные предприятия различных форм собственности обрабатывают 116,3 тыс.га пашни, в том числе 226 фермерские хозяйства — 10,0 тыс.га.
В результате реформирования аграрного сектора большая часть маточного поголовья скота находится в частном секторе.

## Транспорт
По территории района проходит автодорога E 58.

## Социальная сфера
В Бериславе действуют медицинское и педагогическое училища, аграрный лицей, в районе более 40 общеобразовательных учреждений разного уровня аккредитации. Издается районная газета «Маяк».